# Planika obecná
Planika obecná (Arbutus unedo) je keř nebo strom z čeledi vřesovcovitých (Ericaceae).

## Popis
Planika dorůstá výšky 4 až 10 metrů. Kmen je červenohnědý pokrytý dlouhými šedavými šupinami. Větve jsou šedé a větvičky červenohnědé, bohatě obrostlé listy, přičemž na nich mohou růst žláznaté chloupky. Listy jsou neopadavé, kožovité s velikostí 8 × 3 cm. Mají vejčitý tvar, připomínající listy vavřínu. Na lícní straně jsou zářivě zelené, zatímco na rubové straně mají matný odstín. Okraje listové čepele jsou zoubkovité až pilovitě. Listová stopka měří 7 až 8 milimetrů. Květenství má tvar převislého hroznu a obsahuje až 40 květů, listeny, které květenství obklopují, jsou oválně-kopinaté a načervenalé barvy. Pětičetný kalich měří 1 až 1,5 mm, jeho krátké kališní lístky trojúhelníkovitého tvaru jsou na bázi srostlé. Koruna květu je baňkovitá, měří 7 až 8 mm, má bílou až nažloutlou barvu a po vyschnutí opadává. Tvoří ji 5 na konci zahnutých okvětních lístků, které jsou porostlé jemnými chloupky. Uvnitř květu se nachází 10 uzavřených tyčinek s ochmýřenými nitkami, jejichž spodní část je ztluštělá. Prašníky jsou načervenalé, rozdělené na dva pylové váčky, ze kterých se po prasknutí uvolňuje pyl. Semeník je svrchní pětičetný a bez chloupků, čnělka je rovná a mírně kuželovitá s rýhami vedoucími po celé délce. Plodem planiky je bradavičnatá bobule o velikosti 7 až 10 mm, která má v době zralosti živě červenou barvu. V každé z pěti komor plodu se nachází několik drobných hranatých semen hnědé barvy.

## Rozšíření a výskyt
Vyskytuje se ve Středomoří, v severní Africe a na celém Pyrenejském poloostrově. Lze ji také najít na západě Francie a Irska.
Přirozeně se vyskytuje ve středomořských křovinných porostech a stálezelených lesích, především v roklinách a v skalních stěnách soutěsek vytvořených vodními toky. Vyskytuje se od úrovně moře až do výšky 800–1200 metrů nad mořem.
Daří se jí v dobře odvodněné jílovité půdě. Požárům odolává díky kořenovým výmladkům.

## Pěstování a využití

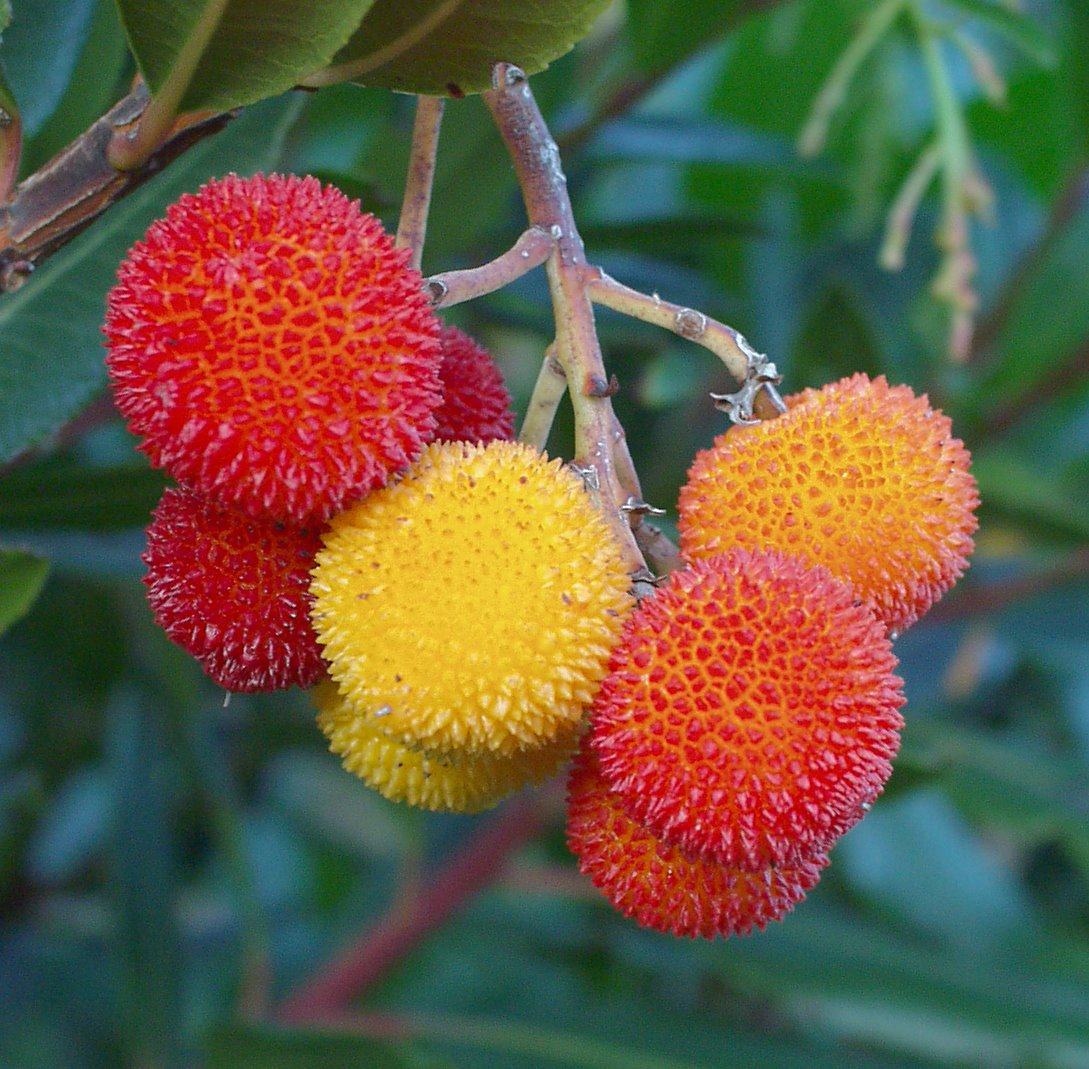
Neúplně zralé plody

### Zahradnictví
Okrasné využití tohoto keře v parcích a zahradách je všeobecně známo. Přestože opadávající zralé plody znečišťují okolí, je ceněna pro zbarvení svých žlutých, oranžových a červených bobulí. Upřednostňuje stanoviště na slunci nebo v polostínu. Špatně se přesazuje, a proto se doporučuje rozmnožovat ji prostřednictvím semen, která se sbírají od září do prosince. Planika je velmi citlivá na mráz.

### Využití v potravinářství
Plody chutnají moučnatě sladce, ale většinou se za syrova nekonzumují. Jsou ceněny především pro obsah cukru. Dělají se z nich povidla, ale také zavařeniny. Fermentací se z plodů získávají alkoholické nápoje, například alicantský planikový likér.
V některých částech Středomoří (například v Alžírsku nebo na Korsice) se fermentované plody používají k výrobě jistého druhu vína, destilací kterého lze získat brandy. Planika je výbornou medonosnou rostlinou a v minulosti se z ní ve Španělsku získával cukr. V Libyi se tato rostlina používá k barvení kůží na červeno. V Portugalsku se z plodů vyrábí oblíbená domácí pálenka.

### Využití ve farmacii
Mezi aktivní látky obsažené v planice patří arbusterin, tanin a kyselina galová. Plody jsou z 20 % tvořeny cukry. Semena jsou bohatá na mastné kyseliny. Kůra stromu se používala v přírodní medicíně jako diuretikum, adstringens, ale také jako močové a ledvinové antiseptikum.

### Další využití
Dřevo planiky je těžké, tvrdé a jemnozrnné. Rovněž je ohebné a snadno se opracovává. Používá se na výrobu rukojetí různých nástrojů, ale také se z něj dělají sloupy nebo se využívá k vytápění buď ve formě řezaného topiva, nebo jako dřevěné uhlí. Ve Spojených státech amerických se z něj dělají luky. Její větve se také pokládaly na rakve. V klasickém období z jejího dřeva vyráběli Řekové flétny. Španělští ptáčnici v 18. století používali semínka planiky při chytání ptáků v zimním období. Pro obsah tříslovin jsou výhonky a listy používány k vydělávání kůží.

## Historie
Jedna legenda říká, že z krve obra Géryona, kterého skolil Héraklés, se zrodil strom, který plodil ovoce bez pecky v čase, kdy se na obloze začínají objevovat Plejády. Pro Římany byl tento strom posvátný. Zasvětili ho nymfě Cardet, která byla milenkou boha Januse a ochraňovala práh domovů.

## Symbolika
Planika je vyobrazena na madridském znaku spolu s medvědem, který se o ni opírá předními tlapami. Je zajímavé, že v době, kdy byl erb vytvořen, v Madridu už žádní medvědi nežili. Vymizeli před jedenáctým nebo dvanáctým stoletím. Také pro šíření planiky není tato oblast ideální, a proto zde ve volné přírodě neroste.

## Vědecká klasifikace

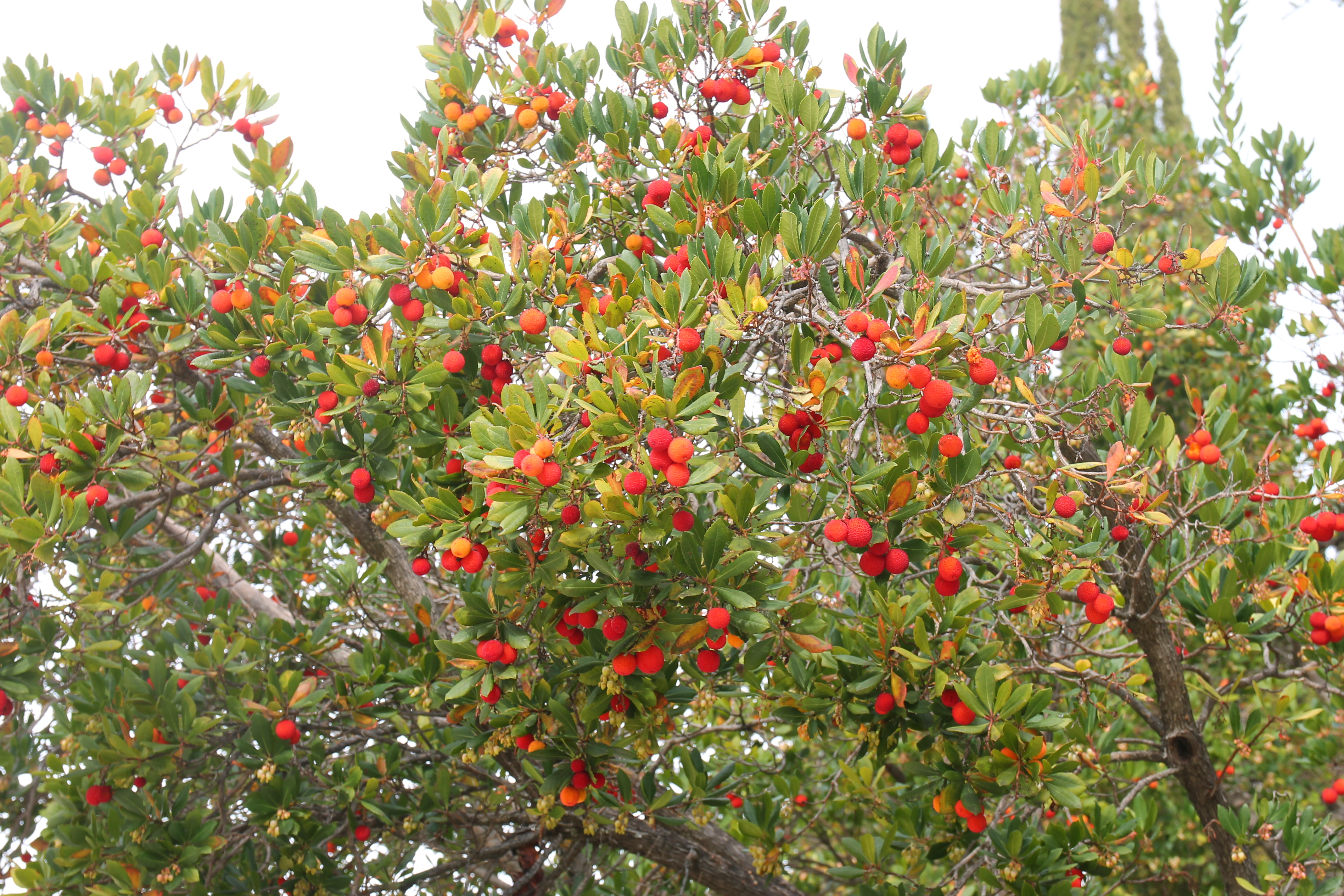
Planika obecná obsypaná plody

Arbutus unedo jako první popsal Carl Linné ve své knize Druhy rostlin (Species plantarum) v roce 1753.
Etymologie
Arbutus: jedno ze dvou jmen, které používaly latinsky mluvící národy na pojmenování středomořského zástupce tohoto druhu. Používal ho například i Vergilius ve svých Georgikách (2, 69).
Unedo: latinské slovo odvozené od výrazu unum tantum edo – Sním pouze jeden. Jde o druhý výraz, který se používal na pojmenování tohoto keře: Plinius starší – Naturalis Historia (15, 98 a 23, 151). Kvalitativní adjektivum odkazuje na fakt, že plody tohoto keře mohou obsahovat alkohol, neboť na větvích zůstávají poměrně dlouho (až do následujícího kvetení), vinou čehož mohou podléhat fermentaci.

## Galerie

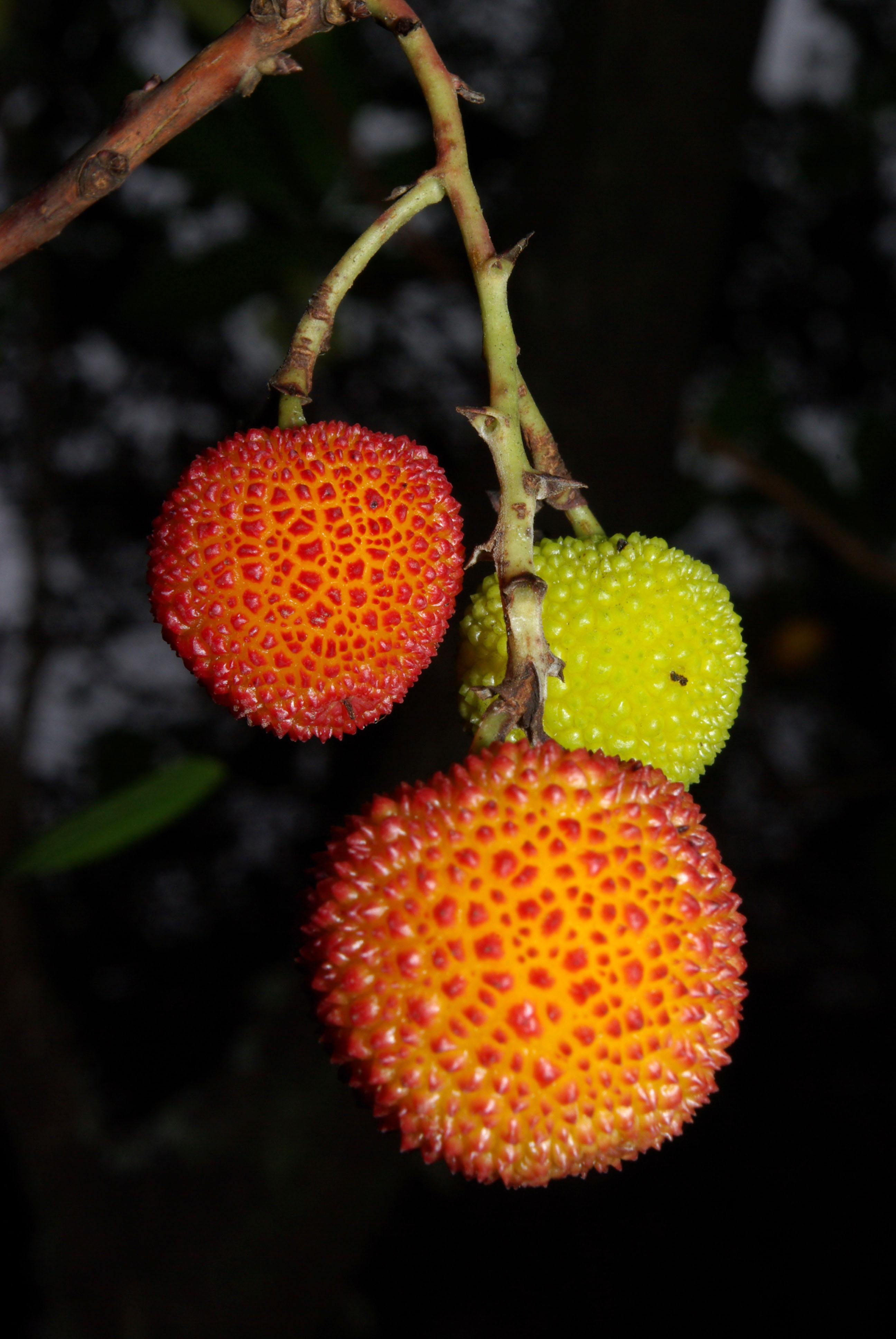
Detail plodů planiky v Národním parku Monfragüe
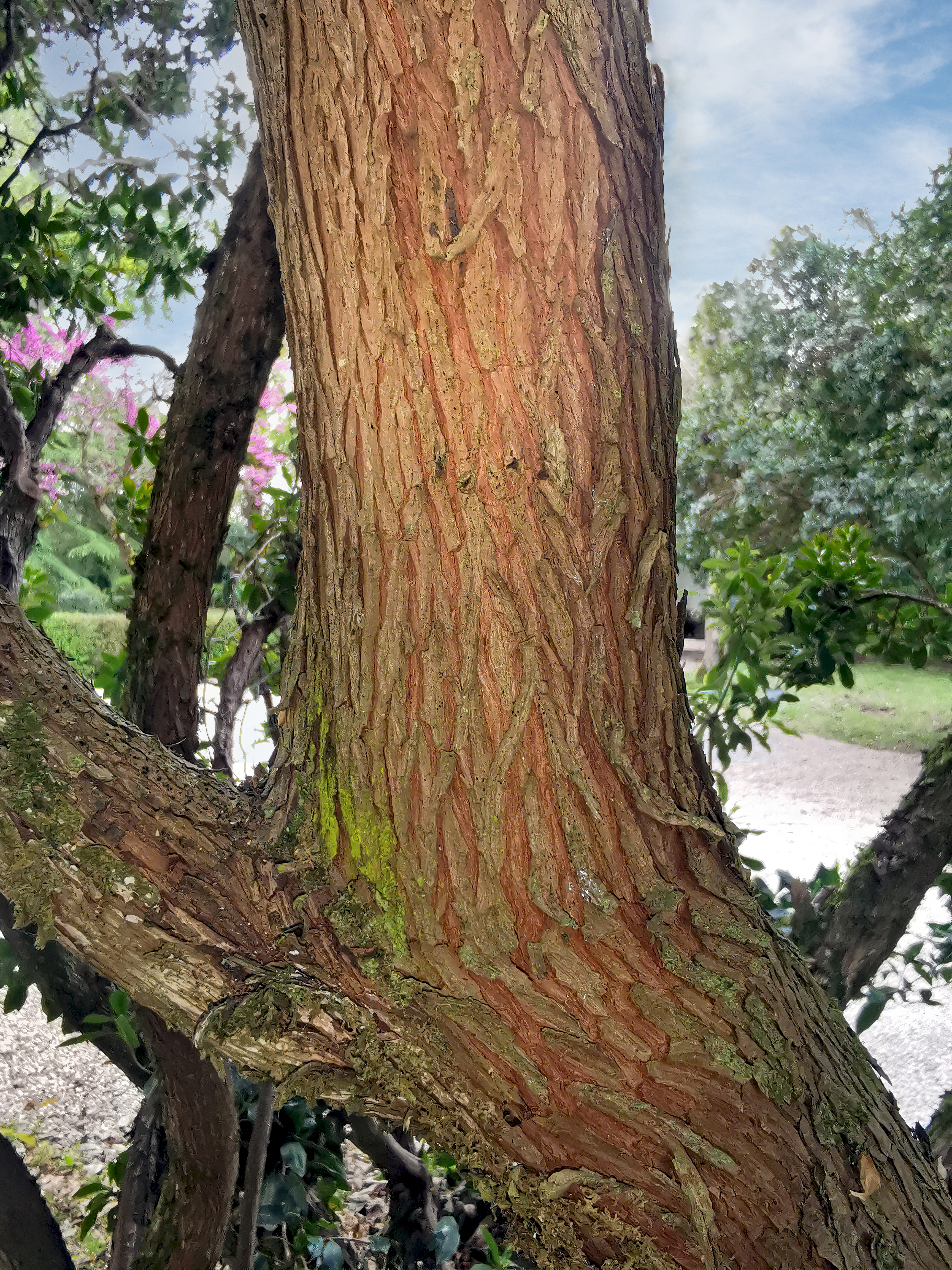
Kmen s šupinatou borkou
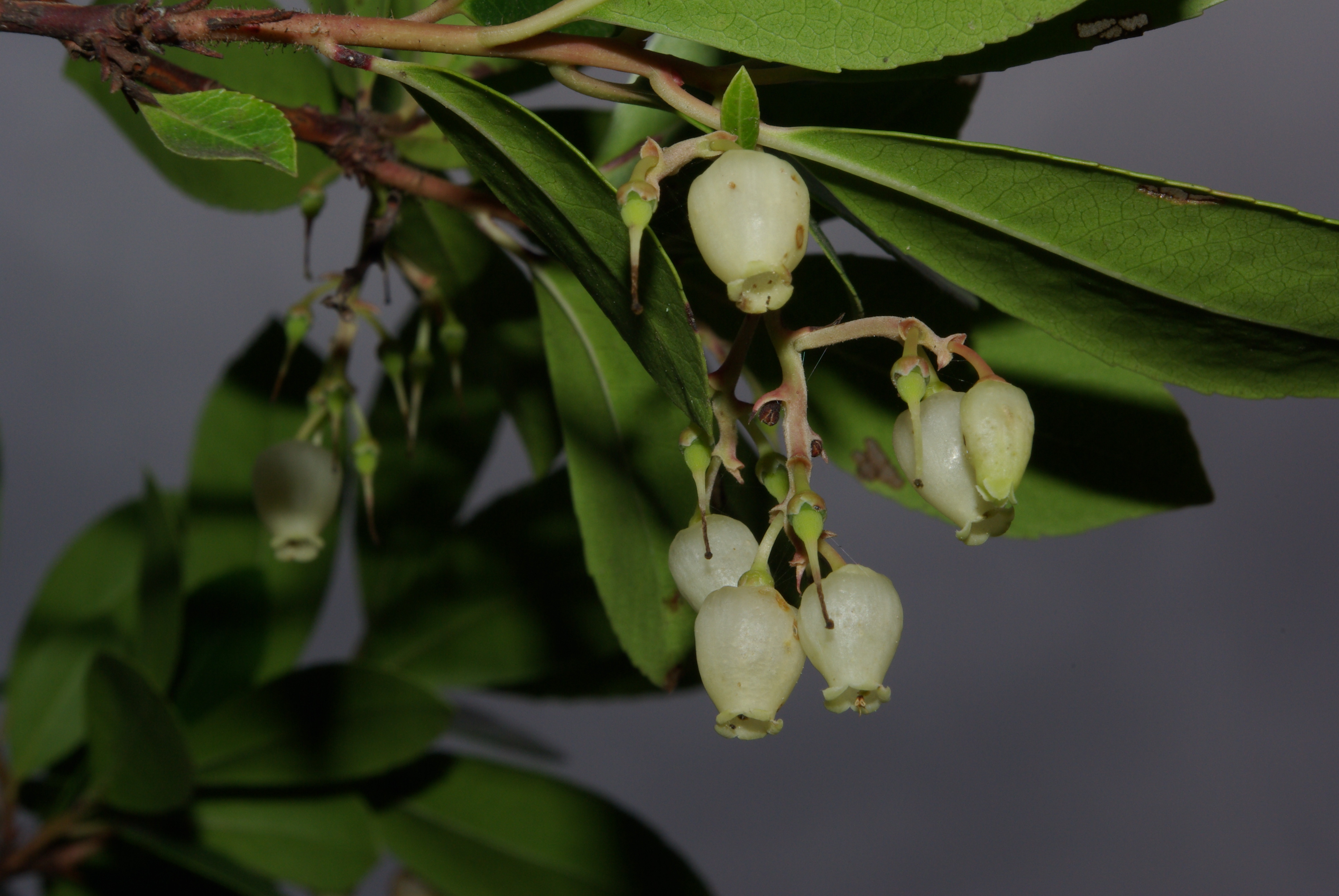
Květy jsou ceněné pro svůj typický tvar
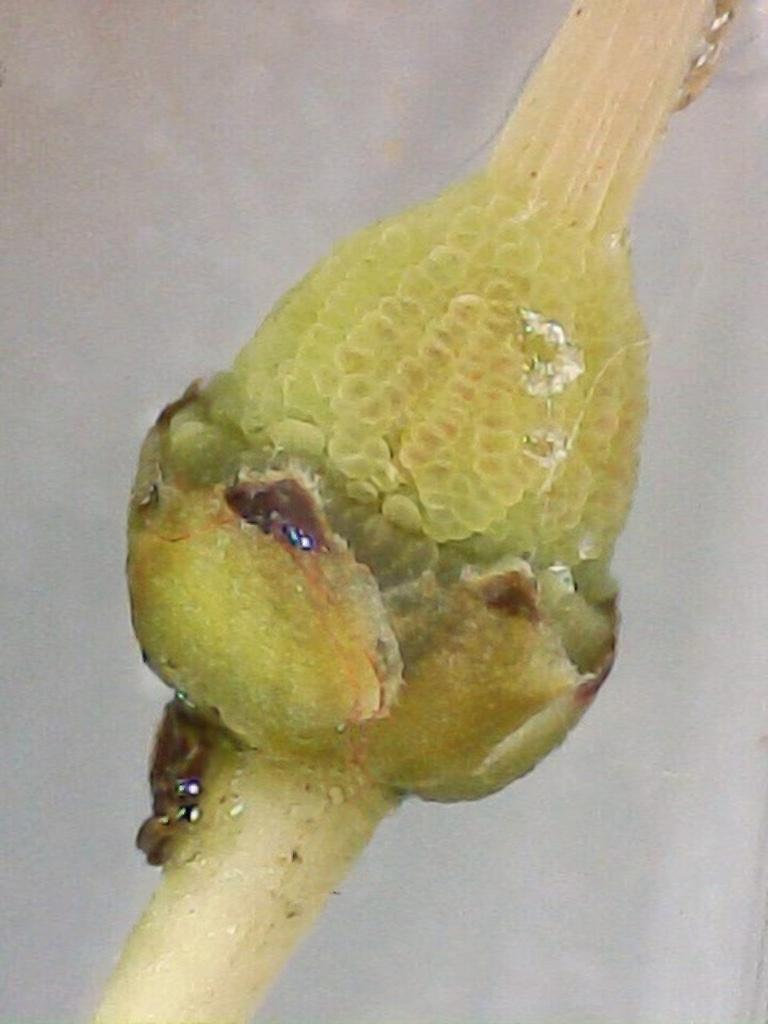
Detailní pohled na vydutý semeník a rýhovanou čnelku. Na obrázku je vidět i zbytek kalichu (okvětní lístky byly odstraněny)
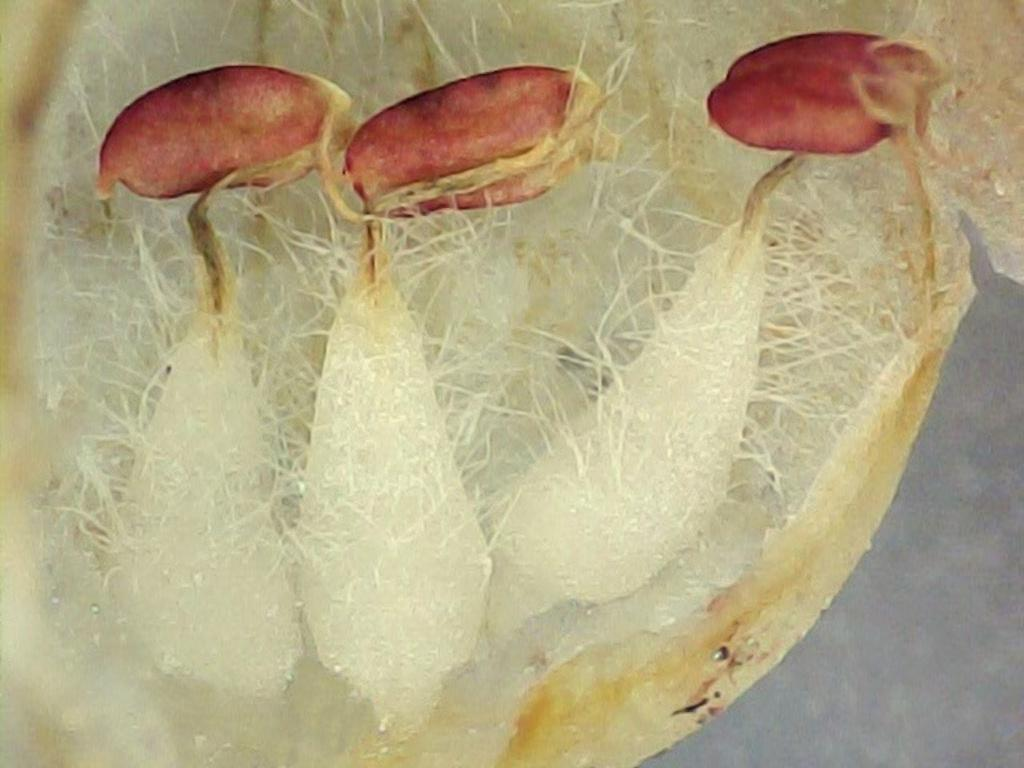
Tyčinky s tlustou spodní částí
Planika a medvěd jsou symbolem Madridu